# Roller Bassano
L'Hockey Roller Bassano, meglio noto come Roller Bassano, è una società italiana di hockey su pista con sede a Bassano del Grappa. Costituito nel 1995 è la seconda squadra per importanza di hockey su pista della città di Bassano del Grappa.

## Storia

### Le origini
Attualmente militante in serie A2, la squadra è stata fondata nel 1995 da un gruppo di amici appassionati di hockey pista. L'Associazione Sportiva Hockey Roller Bassano ha come soci fondatori: Mario Sabino, Roberto Zonta, Giovanni Galliotto, Francesco Gusella, Roberto Pozzobon e Gastone Bordin. Vivaio hockeystico di grande rilievo, la società ha conseguito numerosi ottimi risultati grazie alle sue squadre giovanili. Alla guida della società si sono succeduti i seguenti presidenti: Mario Sabino per i primi 13 anni, "Checco" Fontana per circa 1 anno e di nuovo Mario Sabino in carica da febbraio a giugno 2010. Da luglio 2010 Ivan Negrello a cui si è avvicendato da ottobre 2012 Francesco Marchesini. Nelle stagioni 2014/2015 Livio Zanon e nel Luglio 2015 presidente è Ottorino Bombieri, già presidente di Hockey Bassano.

### Gli anni duemila
Nella stagione 2005-2006 il Roller, primo nella classifica di serie A2, è stata promossa in serie A1, rischiando però di ritornare nella seconda serie, salvandosi ai playout nella stagione 2006-2007. Numerosi giocatori del Roller, cresciuti nel settore giovanile, sono stati chiamati a giocare nelle nazionali di categoria, centrando così uno dei più importanti obiettivi della società, basato sulla crescita dei ragazzi del vivaio. Il raggiungimento salvezza viene centrato anche nel 2007-2008, annata guidata per la prima metà stagione da Franco Vanzo, poi avvicendato da Giovanni Galliotto che riesce ad agguantare la permanenza nella massima serie. L'anno successivo la società investe di più sulla squadra, dunque, cercando di dare una "accelerata" alla maturazione agonistica ai ragazzi del vivaio, con l'inserimento dei bassanesi Michele Panizza, Andrea Marangoni, oltre a Mauriçio Videla. Raggiunge così, sotto la guida di Roberto Zonta, un ottimo sesto posto in A1 nel successivo campionato 2008-2009. Quest'ultimo, a causa di incomprensioni con la società, lascia.
Campionato 2009-2010: la scelta cade su Mirco De Gerone come guida della prima squadra. L'organico, dopo il mancato accordo tra i due pupilli Sgarbossa e Negrello (che vanno al Trissino), si rinforza con l'arrivo di Sergio Festa che marcherà ben 43 reti al suo attivo a fine stagione.
Il risultato di fine campionato rispecchia gli obbiettivi iniziali di "salvezza". 
Presente in Coppa Europea (Coppa CERS 2009-2010) supera il primo turno per poi scontrarsi con il Benfica; non si qualifica ma fa un'ottima figura.

### Gli anni duemiladieci
Lasciati liberi Videla, Festa e Panizza a cui non vengono rinnovati i contratti per questioni di budget, la squadra che affronterà la stagione successiva (2010/2011) si baserà esclusivamente su ragazzi delle giovanili interne, sull'onda della crisi economica, con campagna acquisti azzerata. È confermato alla guida Mirco De Gerone per la prima squadra e Giovanni Galliotto come guida responsabile del settore giovanile e serie B, per il terzo anno consecutivo. Nella stagione 2011/2012, a causa di problemi personali, Galliotto cede la guida della prima squadra al portoghese Nunes, ex fortissimo giocatore. Per rinforzare la rosa, al termine del mercato invernale viene ingaggiato l'esperto oriundo Carlos Carpinelli che ben si amalgama con i giovani interni e contribuisce alla chiusura del campionato ai vertici della seconda categoria..
Nelle stagioni 2010-2011 e 2011-2012, è stata una delle poche società italiane ad ospitare anche una squadra completamente femminile, assieme ad Amatori Lodi, SPV Viareggio, CRESH Eboli e Pattinomania Matera. Già precedentemente, il Roller aveva già ospitato una compagine femminile, vincendo peraltro uno scudetto di categoria nella stagione 2002-2003.
Nel 2015 la società Roller Bassano viene rilevata dall'imprenditore Enrico Fincati titolare della Sind (azienda bassanese) e di fatto proprietario anche dell'altra società bassanese l'Hockey Bassano, il sodalizio viene ufficializzato dal 1º luglio 2015, sotto la direzione del nuovo presidente Ottorino Bombieri e del Direttore Sportivo Alberto Vidale. L'11 settembre 2015, nella sede del Consiglio Comunale di Bassano del Grappa, durante una cerimonia a cui hanno presenziato il Sindaco Riccardo Poletto, l'Assessore allo Sport Oscar Mazzocchin, Ottorino Bombieri presidente di Hockey Roller Bassano, Francesco Marchesini, ex presidente, Massimo Crosara presidente di Hockey Bassano, è stata presentata la nuova realtà nata dalla fusione delle due Società hockeistiche bassanesi che, nel breve periodo, daranno vita ad un'unica realtà, l'Hockey Città di Bassano. Le due Società però si separano nel 2016. Nelle finali nazionali giovanili di Correggio di Giugno 2017 le categorie under 17 e under 20 si qualificano seconde. La stessa under 20 arriva prima in campionato regionale nello stesso anno vincendo il trofeo Boato.L'anno successivo l'under 20 rivince il campionato regionale, rivincendo il trofeo Boato. A Novembre 2018 Ottorino Bombieri è riconfermato Presidente del Roller. Negli ultimi tre campionati disputatisi regolarmente, la serie A2 è arrivata alle semifinali per la promozione in serie A1. La stessa A2, negli stessi tre anni (2016/17, 2017/18, 2018/19) ha partecipato alle finali di Coppa Italia. 
Nel periodo 2018/17 è stato notevolmente rinforzato il settore giovanile (Avviamento/minihockey, under 11, under 13, under 15, under 17) passando da 11 iscritti nell'agosto 2016 agli attuali 115 frequentanti.
L'anno sportivo 2020/2021 vede iscritte alla Federazione Italiana Sport Rotellistici le seguenti squadre (oltre ai 37 piccoli dell'avviamento/minihockey): 2 under 11, 2 under 13, e under 15 (1 l'anno scorso), 1 under 17 (0 l'anno scorso), 2 serie B (1 l'anno scorso), 1 serie A2. È evidente la crescita in numeri e qualità (la qualità si pesa dalla scelta dei genitori, dal "buon nome" diffuso nell'ambiente, dalla tipologia di allenatori, dalla organizzazione); l'incremento di iscrizioni alla SCUOLA HOCKEY ha obbligato la Società a reperire altre sedi di allenamento.
Hockey Roller Bassano ha organizzato nell'anno 2017 il 1º Torneo HOckey in Piazza (disputatosi a Giugno in Piazza Libertà a Bassano), nel 2018 il 2º Torneo Hockey in Piazza (Piazza Libertà, Luglio); nel 2019 il 1º Torneo Giovanile Hockey Città di Bassano, disputatosi il 28/29 Dicembre in Area Caneva e nella rinnovata pista del Centro Giovanile di Bassano, luogo sacro dell'Hockey cittadino e non solo.

## Cronistoria
| Cronistoria dell'Hockey Roller Bassano |
| --- |
| - 1995 · Fondazione dell'Hockey Roller Bassano. - 1995-1996 · ? in Serie C. - 1996-1997 · ? in Serie C. - 1997-1998 · ? in Serie C. - 1998-1999 · ? in Serie C. - 1999-2000 · ? in Serie C. - 2000-2001 · ? in Serie C. - 2001-2002 · ? in Serie C. Promossa in Serie B. - 2002-2003 · 4ª nel girone A di Serie B. - 2003-2004 · 1ª nel girone A di Serie B. Promossa in Serie A2. - 2004-2005 · 8ª in Serie A2. - 2005-2006 · 1ª in Serie A2. Promossa in Serie A1. - 2006-2007 · 11ª in Serie A1. Prima fase a gironi di Coppa Italia. - 2007-2008 · 12ª in Serie A1. Seconda fase a gironi di Coppa Italia. - 2008-2009 · 6ª in Serie A1, quarti di finale play-off scudetto. Seconda fase a gironi di Coppa Italia. - 2009-2010 · 11ª in Serie A1. Fase a gironi di Coppa Italia. Prima fase di Coppa di Lega. Ottavi di finale di Coppa CERS. - 2010-2011 · 14ª in Serie A1. Retrocessa in Serie A2. Prima fase a gironi di Coppa Italia. - 2011-2012 · 6ª in Serie A2, semifinali play-off promozione. Prima fase a gironi di Coppa Italia. - 2012-2013 · 9ª in Serie A2. Prima fase a gironi di Coppa Italia. - 2013-2014 · 6ª in Serie A2. - 2014-2015 · 8ª in Serie A2. - 2015-2016 · 9ª in Serie A2. - 2016-2017 · 4ª in Serie A2, semifinali play-off promozione. Semifinali di Coppa Italia di Serie A2. - 2017-2018 · 5ª in Serie A2, semifinali play-off promozione. Finale di Coppa Italia di Serie A2. Prima fase di Federation Cup. - 2018-2019 · 3ª in Serie A2, semifinali play-off promozione. Semifinali di Coppa Italia di Serie A2. - 2019-2020 · 3ª in Serie A2. - 2020-2021 · 2ª nel girone A di Serie A2, secondo turno play-off promozione. Semifinali di Coppa Italia di Serie A2. - 2021-2022 · 8ª nel girone A di Serie A2, ottavi di finale play-off promozione. - 2022-2023 · in Serie A2. |

## Colori e simboli
Fino all'annata 2002 i colori ufficiali erano il granata. Dalla stagione 2002-2003 il club adotta i colori biancorosso. Il simbolo è il tigrotto Roller.

## Strutture
La società Hockey Roller Bassano è diventata dal 2019 gestore dell'Area Caneva, palazzetto costruito esclusivamente per l'hockey su pista e che vede al suo interno una pista 20x40, capienza di 300 persone, 2 spogliatoi (+2 in uso all'associazione calcistica), una palestra e una sala stampa. A volte viene utilizzato anche il PalaDue.

## Società
- Presidente: Ottorino Bombieri
- Vicepresidente: Enrico Bissaro
- Consiglieri: Livio Zanon, Franco Serraiotto, Luisa Serraiotto, Michela Dalla Palma, Roberto Sebastiano Zonta

## Palmarès
- Campionato italiano di serie B/A2: 1

2005-2006

## Statistiche

### Partecipazioni ai campionati
| Livello | Categoria | Partecipazioni | Debutto   | Ultima stagione | Totale |
| ------- | --------- | -------------- | --------- | --------------- | ------ |
| 1º      | Serie A1  | 5              | 2006-2007 | 2010-2011       | 5      |
| 2º      | Serie A2  | 14             | 2004-2005 | 2022-2023       | 14     |
| 3º      | Serie B   | 2              | 2002-2003 | 2003-2004       | 2      |

### Partecipazione alle coppe nazionali
| Competizione | Partecipazioni | Debutto   | Ultima stagione |
| ------------ | -------------- | --------- | --------------- |
| Coppa Italia | 6              | 2006-2007 | 2012-2013       |

### Partecipazioni alla coppe internazionali
| Competizione   | Partecipazioni | Debutto   | Ultima stagione |
| -------------- | -------------- | --------- | --------------- |
| Coppa CERS/WSE | 1              | 2009-2010 | 2009-2010       |

## Organico

### Staff tecnico
- Allenatore:
- Allenatore in seconda:
- Preparatore atletico:
- Meccanico: